# Asmoneus
Os asmoneus, (em hebraico: חשמונאים; romaniz.: Hashmonayim) também ditos asmoneanos ou asmonianos, eram os membros da dinastia governante durante o Reino Asmoneu de Israel (140 - 37 a.C.), um Estado judaico religioso independente situado na Terra de Israel. A dinastia dos asmoneus foi fundada sob a liderança de Simão Macabeu, duas décadas depois de seu irmão, Judas Macabeu ("Martelo") derrotar o exército selêucida durante a Revolta Macabeia, em 165 a.C.. O Reino Asmoneu sobreviveu por 103 anos antes de render à dinastia herodiana, em 37 a.C.. Ainda assim, Herodes, o Grande sentiu-se obrigado a se casar com uma princesa da casa dos asmoneus, Mariamne, para legitimar seu reinado, e participou de uma conspiração para assassinar o último membro homem da família dos asmoneus, que foi afogado em seu palácio, na cidade de Jericó.
De acordo com as fontes históricas, como o Primeiro e o Segundo Livro dos Macabeus, e o primeiro livro da Guerra dos Judeus, do historiador judeu-romano Flávio Josefo (37 - 100 d.C.), o Reino Asmoneu teve seu início com uma revolta de judeus contra o rei selêucida Antíoco IV, que após sua bem-sucedida invasão do Egito ptolemaico ser minada pela intervenção da República Romana passou a procurar assegurar seu domínio sobre Israel, saqueando Jerusalém e seu Templo, reprimindo as práticas religiosas e culturais judaicas, e impondo práticas helenísticas.
A Revolta Macabeia (167 a.C.), que se seguiu, deu início a um período de vinte e cinco anos de independência judaica, amplificada pelo colapso constante do Império Selêucida, diante dos ataques de potências emergentes como a República Romana e o Império Parta. No entanto, o mesmo vácuo de poder que permitiu ao Estado judaico ser reconhecido pelo senado romano em 139 a.C. passou a ser explorado pelos próprios romanos. Hircano II e Aristóbulo II, bisnetos de Simão Macabeu, tornaram-se peões numa guerra por procuração travada entre Júlio César e Pompeu, o Grande, que terminou com o reino sob a supervisão do governador romano da Síria, em 64 a.C. As mortes de Pompeu (48 a.C.), César (44 a.C.) e as guerras civis romanas que se seguiram afrouxaram o domínio romano sobre Israel, o que permitiu um breve ressurgimento asmoneu, com apoio do Império Parta. Esta independência pouco duradoura foi esmagada rapidamente pelos romanos sob o comando de Marco Antônio e Otaviano. Em 37 a.C. Herodes, o Grande foi instalado no poder como rei, fazendo de Israel um Estado-cliente romano, e pondo um fim à dinastia dos asmoneus. Em 44 d.C. Roma colocou no poder um procurador romano, exercendo o poder lado a lado aos reis herodianos (mais especificamente Agripa I, 41-44, e Agripa II, 50-100).